# Cirtones
Cirtones o Cirtone (en griego antiguo: Κύρτωνες, Κυρτώνη) es el nombre de una antigua ciudad griega que perteneció en algunos periodos históricos a Lócride y en otros a Beocia.
Pausanias la ubica en la parte norte de Beocia, a veinte estadios de Hieto. Estaba en lo alto de un monte y tenía un templo de Apolo con un bosque sagrado y estatuas de Apolo y Artemisa de pie. También había allí una fuente de agua fría que surgía de una roca. Sobre esta fuente había un santuario de las ninfas y un bosque sagrado formado por árboles que habían sido plantados. Cerca estaba la población de Corsea.
Se han hallado los restos de un recinto amurallado, y de una construcción, posiblemente un templo.

## La ciudad actual
Kyrtoni (en griego: Κυρτώνη, antes de 1987, Κολάκα/Kolaka) es un pueblo del sudeste de Ftiótide. Forma parte del municipio de Lokroi desde 2010. Fue un municipio independiente entre 1820 y 1907, y fue parte del municipio de Atalanti entre 1907 y 2010.